# دوره راه‌اندازی کدنویسی
دوره راه‌اندازی کدنویسی (انگلیسی: Coding bootcamp) دوره‌های فشرده توسعه نرم‌افزار است. در این دوره‌ها به دانش‌آموز یا دانشجو طی یک زمان کوتاه مهارت‌های کدنویسی آموزش داده می‌شود.

## تاریخچه
اولین دوره‌های راه‌اندازی کدنویسی در سال ۲۰۱۱ پایه‌گذاری شدند. طول دوره معمولاً بین ۸ تا ۳۶ هفته است و بیش‌تر آن‌ها حدود ۱۰ تا ۱۲ هفته طول می‌کشند.

### همکاری با آموزش عالی
به دنبال افزایش محبوبیت این دوره‌ها، برخی از دانشگاه‌ها برنامه‌های فشردهٔ کدنویسی خود را شروع کرده‌اند یا در برنامه‌هایی که توسط شرکت‌های خصوصی برگزار می‌شود مشارکت می‌کنند.

### دوره‌های آنلاین
گزینه‌های آنلاین مختلفی برای دوره‌های راه‌اندازی کدنویسی وجود دارد. این دوره‌ها معمولاً با ارتباط‌دادن دانش‌آموزان و مربیان برگزار می‌شوند و اصولاً ارزان‌تر و با نیازهای خاص دانش‌آموزان سازگارتر هستند.

### دوره‌های علم داده و بورسیه‌ها
دوره‌های راه‌اندازی‌ای هستند که کم‌تر بر روی توسعهٔ کامل پشته تمرکز می کنند و بیشتر بر روی تولید دانشمندان داده و مهندسان داده تمرکز دارند.

## هزینه‌ها
در اوت ۲۰۱۶ وزارت آموزش اعلام کرد که ۱۷ میلیون دلار به صورت کمک هزینه یا وام به دانشجویان یا دانش‌آموزانی تخصیص می‌دهد که در دوره‌های غیرسنتی شامل دوره‌های راه‌اندازی شرکت کنند. این کمک هزینه‌ها یا وام‌ها از طریق برنامه هادی (Pilot) اکویپ (Equip) مدیریت می‌شوند که اکویپ به کیفیت آموزشی از طریق مشارکت همکارانه اشاره دارد. این برنامه به دانش آموزان، به ویژه دانش‌آموزان کم‌بضاعت کمک می‌کند که به کمک‌های دانشجویی فدرال دست پیدا کنند. هشت بنگاه در این طرح هادی شرکت داده شدند که چهار مورد آن‌ها برگزارکنندگان دوره‌های راه اندازی بودند. این دوره‌ها برای اینکه مشمول کمک‌های مالی فدرالی بشوند باید با مشارکت یک دانشگاه و یک اعتبارسنجی ثالث برگزار شوند

## چشم‌انداز
تقاضای دوره‌های راه‌اندازی کدنویسی نشانگر کمبود فارغ‌التحصیلان رایانه با آموزش متناسب با نیازهای صنعت فناوری اطلاعات است. این دوره‌ها ممکن است رایگان و یا نسبت به آموزش‌های مدارک فنی حرفه‌ای دانشگاهی هزینه بسیار کمتری داشته باشند. به همین دلیل از این دوره‌ها به عنوان بخشی از «برهم خوردن آموزش عالی توسط فناوری‌های آموزشی» یاد می‌شود. این دوره‌های آموزشی جایگزین، توجه رسانه‌ها و بخش آموزش عالی را به خود جلب کرده‌اند و همکاری چندین دانشگاه در برگزاری دوره‌های راه اندازی موید این امر است.

## تاثیرگذاری
در مطالعه‌ای که توسط پژوهشگران سویچ‌آپ در ۲۰۱۶ انجام گرفت، نتایج زیر بدست آمده است:
- ٪۶۳ فارغ‌التحصیلان حقوق‌شان افزایش پیدا کرد.
- ٪۸۰ گزارش کردند که از دوره راضی بودند.
- نسبت دانشجو به مدرس ۳۰ دانشجو به ۱ تا ۳٫۸ آموزگار بود.